# Alzamiento de Guagua

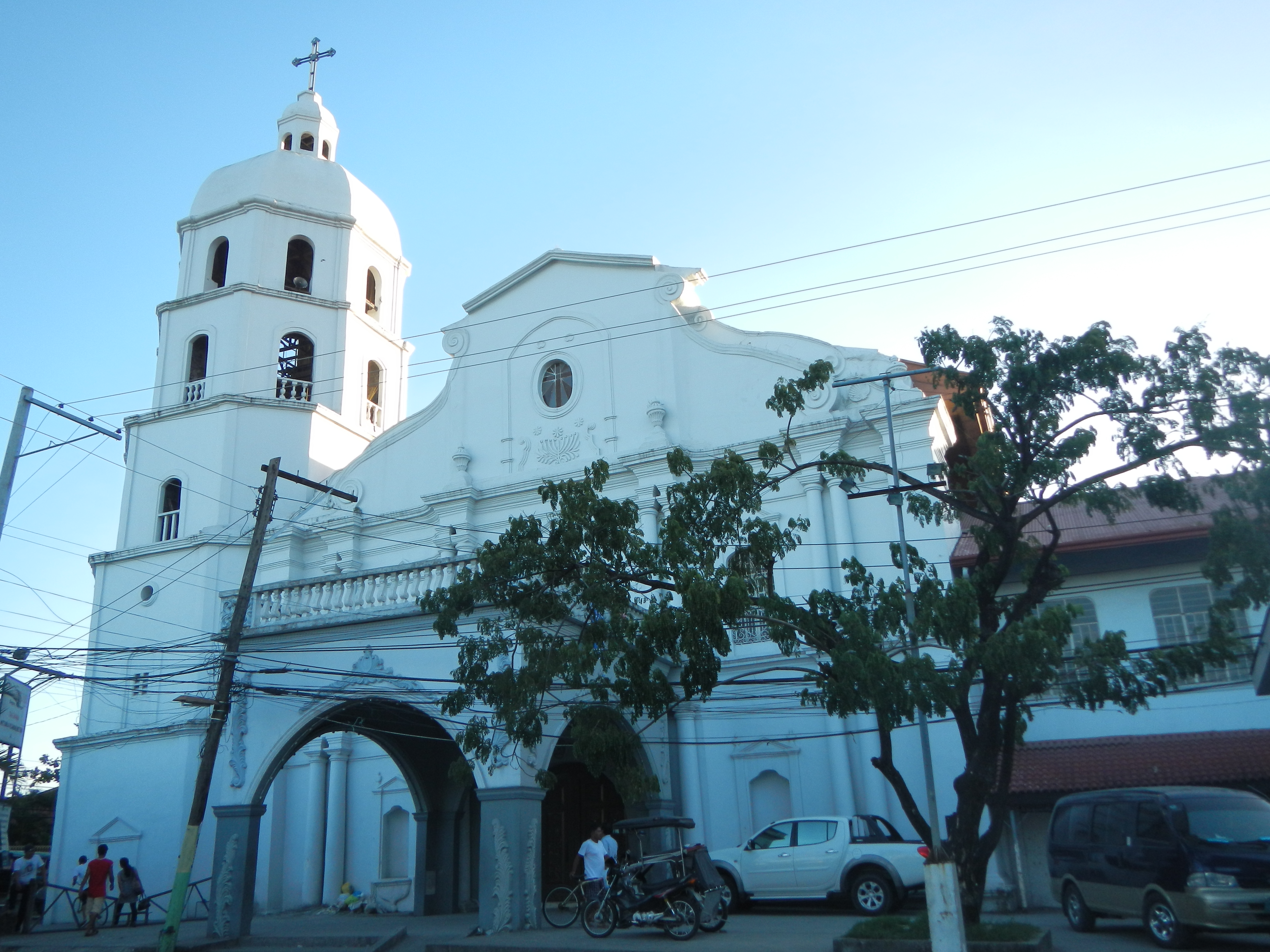
Iglesia de la Inmaculada Concepción, Guagua.

En el contexto de la guerra de los Siete Años (1761-1763) se produce la ocupación británica de Manila. La colonia china de Guagua tomó partido por el invasor, enfrentándose al incipiente ejército formado por Simón de Anda y Salazar tras su fracasado intento en la noche de Navidad de 1762 de asesinar a Anda y a todos los españoles. La conspiración fue descubierta a tiempo y abortada, no sin lucha.

## Resistencia y conspiración
Pese a la capitulación de la ciudad el 5 de octubre de 1762, miembros de la Real Audiencia de Manila y sus aliados nativos impidieron la ocupación de otras partes del archipiélago, tal como era el plan británico.

...Era el 23 de diciembre, y en este mismo día tuvo noticia Anda de que los chinos avecinados en Guagua de la Pampanga, distante una legua de su residencia Bacolor, obedientes a los consejos de sus aliados ingleses, habían resuelto asesinarle durante la misa de las doce de la noche, conocida con el vulgar nombre del gallo. Anda, a quien los peligros engrandecían, recibió tranquilo el aviso, y poniéndose poco después al frente de la bisoña y pequeña columna, con ella, resuelto, se dirigió a Guagua...
Govantes, página 8.

## El combate
Los residentes chinos salen a su encuentro, Anda pide su rendición, se niegan y comienza el combate:

...Anda los intima a la rendición, niéganse a ello por segunda y tercera vez, y apenas de ello se apercibe los bate y vence, y persiguiéndoles a la carrera, toma el fuerte cuajado de cañones de a ocho, hechos de cañas gordas, reforzadas con cuerda embreada. Muchos fueron los chinos que murieron, y más a los que alcanzó el terrible decreto que para su total exterminio en toda Filipinas dió Anda, sabedor de la alianza y plan que tenían concertado con los ingleses en contra de los españoles y su gobierno, y noticioso por la historia del país de la constante ingratitud con que desde nuestra dominación corresponden a nuestras deferencias, y en particular en los casos difíciles como el que se estaba atravesando...
Govantes, página 8.

## Expedición de los ingleses a Bulacán
Tras el primer fracaso se organiza en Manila una división anglo-china. Parte de la ciudad ocupada para entrar en Bulacán por la barra de Malolos. El asturiano Bustos ataca la retaguardia, hostigando a los ingleses, los cuales, tras haber incendiado el convento e iglesia de Bulacán, se retiran a Manila. En este ataque a Bulacán muere su alcalde, el artillero Ibarra y otros defensores.
Bustos establece su cuartel general en Malinta, desde donde hace excursiones hasta los arrabales de Manila, en la que escasean los víveres.

## Consecuencias
Esta rápida victoria permitió a Anda continuar adiestrando a sus tropas en prevención de nuevos acontecimientos. Los británicos  habían establecido un destacamento en Pasig desde donde pretendían ocupar las provincias de Laguna y de Batangas, siendo hostigado por Pedro José Bustos, segundo de Anda.
El alcalde de Pangasinan ya había sublevado su provincia días antes del alzamiento de Guagua. En Ilocos sucede lo mismo. Anda no contando con suficientes fuerzas adiestradas ofreció a los pangasinanes, si se aquietaban, su único hijo en prenda, y no pudiendo ofrecer garantía igual a los ilocanos, expidió un decreto previniendo al cabecilla Diego Silang, amenazándolo con enviar sus tropas contra él si no se sometía.
Conjurado el peligro Anda puede formar una división de treinta españoles con armas de fuego y cuatrocientos indios flecheros. La manda Fernando Araya y parte al encuentro con los sublevados.